# Leichtathletik-Südamerikameisterschaften 1961
Die XXI. Leichtathletik-Südamerikameisterschaften fanden vom 20. bis zum 28. Mai 1961 in Lima statt. Erfolgreichster Teilnehmer war der venezolanische Sprinter Horacio Esteves mit drei Titeln und einer Silbermedaille. Bei den Frauen gewann die Brasilianerin Wanda dos Santos drei Goldmedaillen, ihr Sieg im 60-Meter-Hürdenlauf war der sechste Sieg in Folge. Erst 2003 konnte die brasilianische Kugelstoßerin Elisângela Adriano als zweite Frau ihren sechsten Disziplinsieg in Folge erringen.
In den 1950er Jahren waren die Südamerikameisterschaften in die geraden Jahre verlegt worden, um den Panamerikanischen Spielen auszuweichen. Nachdem 1960 außer den Olympischen Spielen auch erstmals Iberoamerikanische Spiele ausgetragen wurden, verlegte die Confederación Sudamericana de Atletismo die Südamerikameisterschaften wieder in die ungeraden Jahre. Obwohl die Iberoamerikanischen Spiele nur zweimal ausgetragen wurden, fanden seit 1961 die Südamerikameisterschaften immer im Zweijahresabstand in den ungeraden Jahren statt, einzige Ausnahme war die Leichtathletik-Südamerikameisterschaften 1974.

## Männerwettbewerbe
Die Mannschaftswertung gewann bei den Männern die Mannschaft Argentiniens mit 185 Punkten vor den Brasilianern mit 173 Punkten und den Venezolanern mit 143 Punkten. Hinter den Chilenen mit 99 Punkten erreichten Peru 30 Punkte, Kolumbien 10 Punkte, Uruguay 8 Punkte und Bolivien 2 Punkte.

### 100-Meter-Lauf Männer
| Platz | Athlet                   | Land | Zeit   |
| ----- | ------------------------ | ---- | ------ |
| 1     | Arquímedes Herrera       | VEN  | 10,6 s |
| 2     | Horacio Esteves          | VEN  | 10,6 s |
| 3     | José Telles da Conceição | BRA  | 10,7 s |

Finale: 21. Mai

### 200-Meter-Lauf Männer
| Platz | Athlet             | Land | Zeit   |
| ----- | ------------------ | ---- | ------ |
| 1     | Horacio Esteves    | VEN  | 21,3 s |
| 2     | Arquímedes Herrera | VEN  | 21,6 s |
| 3     | Luis Vienna        | ARG  | 21,8 s |

Finale: 25. Mai

### 400-Meter-Lauf Männer
| Platz | Athlet             | Land | Zeit   |
| ----- | ------------------ | ---- | ------ |
| 1     | Anubes da Silva    | BRA  | 48,8 s |
| 2     | Juan Carlos Dyrzka | ARG  | 49,3 s |
| 3     | Eulogio Gomes      | PER  | 50,0 s |

Finale: 21. Mai

### 800-Meter-Lauf Männer
| Platz | Athlet           | Land | Zeit       |
| ----- | ---------------- | ---- | ---------- |
| 1     | Ramón Sandoval   | CHI  | 1:51,2 min |
| 2     | José Neira       | COL  | 1:52,6 min |
| 3     | Eduardo Balducci | ARG  | 1:53,3 min |

Finale: 25. Mai

### 1500-Meter-Lauf Männer
| Platz | Athlet           | Land | Zeit       |
| ----- | ---------------- | ---- | ---------- |
| 1     | Ramón Sandoval   | CHI  | 3:51,2 min |
| 2     | Osvaldo Suárez   | ARG  | 3:53,5 min |
| 3     | Eduardo Balducci | ARG  | 3:54,6 min |

Finale: 21. Mai

### 5000-Meter-Lauf Männer
| Platz | Athlet                 | Land | Zeit        |
| ----- | ---------------------- | ---- | ----------- |
| 1     | Osvaldo Suárez         | ARG  | 14:54,7 min |
| 2     | Luis Sandoval (Läufer) | ARG  | 14:55,5 min |
| 3     | Alberto Rios           | ARG  | 15:02,6 min |

Finale: 20. Mai

### 10.000-Meter-Lauf Männer
| Platz | Athlet                 | Land | Zeit        |
| ----- | ---------------------- | ---- | ----------- |
| 1     | Osvaldo Suárez         | ARG  | 30:18,1 min |
| 2     | Luis Sandoval (Läufer) | ARG  | 31:13,9 min |
| 3     | Luis Campusano         | CHI  | 31:27,3 min |

Finale: 25. Mai

### Marathon Männer
| Platz | Athlet        | Land | Zeit        |
| ----- | ------------- | ---- | ----------- |
| 1     | Juan Silva    | CHI  | 2:39:35,8 h |
| 2     | Ricardo Vidal | CHI  | 2:41:15,8 h |
| 3     | Armando Pino  | ARG  | 2:42:20,6 h |

Finale: 28. Mai
Erstmals in der Geschichte der Südamerikameisterschaften fand ein Lauf über die klassische Marathondistanz statt.

### 110-Meter-Hürdenlauf Männer
| Platz | Athlet                   | Land | Zeit   |
| ----- | ------------------------ | ---- | ------ |
| 1     | Carlos Mossa             | BRA  | 14,5 s |
| 2     | José Telles da Conceição | BRA  | 14,7 s |
| 3     | Teofilo Davis Bell       | VEN  | 15,0 s |

Finale: 23. Mai

### 400-Meter-Hürdenlauf Männer
| Platz | Athlet             | Land | Zeit   |
| ----- | ------------------ | ---- | ------ |
| 1     | Juan Carlos Dyrzka | ARG  | 52,3 s |
| 2     | Anubes da Silva    | BRA  | 52,8 s |
| 3     | Ulisses dos Santos | BRA  | 54,0 s |

Finale: 27. Mai

### 3000-Meter-Hindernislauf Männer
| Platz | Athlet           | Land | Zeit       |
| ----- | ---------------- | ---- | ---------- |
| 1     | Sebastião Mendes | BRA  | 9:14,8 min |
| 2     | Domingo Amaisón  | ARG  | 9:20,6 min |
| 3     | Alberto Ríos     | ARG  | 9:23,4 min |

Finale: 27. Mai

### 4-mal-100-Meter-Staffel Männer
| Platz | Athleten                                                                       | Land | Zeit   |
| ----- | ------------------------------------------------------------------------------ | ---- | ------ |
| 1     | Clive Bonas Arquímedes Herrera Horacio Esteves Rafael Romero                   | VEN  | 41,0 s |
| 2     | Geraldo Costa Jorge de Barros Alfonso Coelho da Silva José Telles da Conceição | BRA  | 41,5 s |
| 3     | Guillermo Bahler Juan Stocker Roberto Ferrario Luis Vienna                     | ARG  | 42,2 s |

Finale: 27. Mai

### 4-mal-400-Meter-Staffel Männer
| Platz | Athleten                                                     | Land | Zeit       |
| ----- | ------------------------------------------------------------ | ---- | ---------- |
| 1     | Emilio Romero Rafael Romero Horacio Esteves Hortensio Fucil  | VEN  | 3:16,0 min |
| 2     | Raul Zabala Luis Vienna Juan Stocker Juan Carlos Dyrzka      | ARG  | 3:16,9 min |
| 3     | Ferreira Ulisses dos Santos Peter Ostermeyer Anubes da Silva | BRA  | 3:18,1 min |

Finale: 28. Mai

### Hochsprung Männer
| Platz | Athlet           | Land | Höhe   |
| ----- | ---------------- | ---- | ------ |
| 1     | Eugenio Velasco  | CHI  | 1,95 m |
| 2     | Eleuterio Fassi  | ARG  | 1,95 m |
| 3     | Horacio Martínez | ARG  | 1,95 m |

Finale: 20. Mai

### Stabhochsprung Männer
| Platz | Athlet           | Land | Höhe   |
| ----- | ---------------- | ---- | ------ |
| 1     | Marcelo de Souza | BRA  | 3,90 m |
| 2     | Tomatsu Nishida  | BRA  | 3,90 m |
| 3     | Brigido Iriarte  | VEN  | 3,80 m |

Finale: 23. Mai

### Weitsprung Männer
| Platz | Athlet           | Land | Weite  |
| ----- | ---------------- | ---- | ------ |
| 1     | John Muñoz       | VEN  | 7,13 m |
| 2     | Newton de Castro | BRA  | 7,06 m |
| 3     | Fermín Donazar   | Uru  | 6,92 m |

Finale: 21. Mai

### Dreisprung Männer
| Platz | Athlet               | Land | Weite   |
| ----- | -------------------- | ---- | ------- |
| 1     | Asnoldo Devonish     | VEN  | 14,68 m |
| 2     | Sylvio Moreira       | BRA  | 14,52 m |
| 3     | Reinaldo de Oliveira | BRA  | 14,42 m |

Finale: 25. Mai

### Kugelstoßen Männer
| Platz | Athlet        | Land | Weite   |
| ----- | ------------- | ---- | ------- |
| 1     | Enrique Helf  | ARG  | 15,86 m |
| 2     | Luis di Cursi | ARG  | 15,69 m |
| 3     | Héctor Thomas | VEN  | 14,58 m |

Finale: 23. Mai

### Diskuswurf Männer
| Platz | Athlet         | Land | Weite   |
| ----- | -------------- | ---- | ------- |
| 1     | Günther Kruse  | ARG  | 48,57 m |
| 2     | Enrique Helf   | ARG  | 46,98 m |
| 3     | Héctor Menacho | PER  | 46,97 m |

Finale: 27. Mai

### Hammerwurf Männer
| Platz | Athlet           | Land | Weite   |
| ----- | ---------------- | ---- | ------- |
| 1     | Daniel Cereali   | VEN  | 52,55 m |
| 2     | Roberto Chapchap | BRA  | 50,81 m |
| 3     | Carlos Marzo     | ARG  | 50,50 m |

Finale: 21. Mai

### Speerwurf Männer
| Platz | Athlet          | Land | Weite   |
| ----- | --------------- | ---- | ------- |
| 1     | Ricardo Héber   | ARG  | 64,25 m |
| 2     | Orlando Garrido | BRA  | 63,56 m |
| 3     | Luis Zarate     | PER  | 61,40 m |

Finale: 20. Mai

### Zehnkampf Männer
| Platz | Athlet             | Land | Punkte |
| ----- | ------------------ | ---- | ------ |
| 1     | Bernabé Santos     | BRA  | 5662   |
| 2     | Tito Bracho        | VEN  | 5587   |
| 3     | Cleomenes da Cunha | BRA  | 5502   |

27. und 28. Mai

## Frauenwettbewerbe
Die Mannschaftswertung bei den Frauen gewannen die Brasilianerinnen mit 102 Punkten vor der Mannschaft Argentiniens mit 85 Punkten und den Chileninnen mit 52 Punkten. Hinter Peru und Venezuela mit jeweils 5 Punkten erhielten Uruguay zwei Punkte  und Kolumbien einen Punkt.

### 100-Meter-Lauf Frauen
| Platz | Athletin       | Land | Zeit   |
| ----- | -------------- | ---- | ------ |
| 1     | Edith Berg     | ARG  | 12,4 s |
| 2     | Nancy Correa   | CHI  | 12,4 s |
| 3     | Marisol Massot | CHI  | 12,5 s |

Finale: 21. Mai

### 200-Meter-Lauf Frauen
| Platz | Athletin          | Land | Zeit   |
| ----- | ----------------- | ---- | ------ |
| 1     | Edith Berg        | ARG  | 25,7 s |
| 2     | Ada Brener        | ARG  | 25,8 s |
| 3     | Martha Buongiorno | ARG  | 26,0 s |

Finale: 25. Mai

### 80-Meter-Hürdenlauf Frauen
| Platz | Athletin           | Land | Zeit   |
| ----- | ------------------ | ---- | ------ |
| 1     | Wanda dos Santos   | BRA  | 11,5 s |
| 2     | Maria José de Lima | BRA  | 11,9 s |
| 3     | Maria Teixeira     | BRA  | 12,0 s |

Finale: 28. Mai

### 4-mal-100-Meter-Staffel Frauen
| Platz | Athletinnen                                                        | Land | Zeit   |
| ----- | ------------------------------------------------------------------ | ---- | ------ |
| 1     | Wanda dos Santos Maria Lucia Caldeira Laurete Godoy Erica da Silva | BRA  | 48,9 s |
| 2     | Alicia Kaufmanas Martha Buongiorno Ada Brener Edith Berg           | ARG  | 48,9 s |
| 3     | Aurora Bianchi Marisol Massot Doris Peter Nancy Correa             | CHI  | 49,2 s |

Finale: 28. Mai

### Hochsprung Frauen
| Platz | Athletin           | Land | Höhe   |
| ----- | ------------------ | ---- | ------ |
| 1     | Aída dos Santos    | BRA  | 1,60 m |
| 2     | Nelly Gomez        | CHI  | 1,55 m |
| 3     | Maria José de Lima | BRA  | 1,50 m |

Finale: 27. Mai

### Weitsprung Frauen
| Platz | Athletin         | Land | Weite  |
| ----- | ---------------- | ---- | ------ |
| 1     | Wanda dos Santos | BRA  | 5,38 m |
| 2     | Ada Brener       | ARG  | 5,32 m |
| 3     | Alicia Kaufmanas | ARG  | 5,21 m |

Finale: 23. Mai

### Kugelstoßen Frauen
| Platz | Athletin         | Land | Weite   |
| ----- | ---------------- | ---- | ------- |
| 1     | Ingeborg Pfuller | ARG  | 12,41 m |
| 2     | Vera Trezoitko   | BRA  | 12,16 m |
| 3     | Pradelia Delgado | CHI  | 11,81 m |

Finale: 25. Mai

### Diskuswurf Frauen
| Platz | Athletin         | Land | Weite   |
| ----- | ---------------- | ---- | ------- |
| 1     | Ingeborg Pfuller | ARG  | 41,92 m |
| 2     | Pradelia Delgado | CHI  | 39,78 m |
| 3     | Sumiko Yamakawa  | BRA  | 38,89 m |

Finale: 20. Mai

### Speerwurf Frauen
| Platz | Athletin        | Land | Weite   |
| ----- | --------------- | ---- | ------- |
| 1     | Marlene Ahrens  | CHI  | 42,85 m |
| 2     | Mercedes García | VEN  | 37,45 m |
| 3     | Vera Trezoitko  | BRA  | 37,29 m |

Finale: 28. Mai

## Medaillenspiegel
| Medaillenspiegel Endstand nach 31 Entscheidungen | Medaillenspiegel Endstand nach 31 Entscheidungen | Medaillenspiegel Endstand nach 31 Entscheidungen | Medaillenspiegel Endstand nach 31 Entscheidungen | Medaillenspiegel Endstand nach 31 Entscheidungen | Medaillenspiegel Endstand nach 31 Entscheidungen |
| Platz                                            | Land                                             | Gold                                             | Silber                                           | Bronze                                           | Gesamt                                           |
| ------------------------------------------------ | ------------------------------------------------ | ------------------------------------------------ | ------------------------------------------------ | ------------------------------------------------ | ------------------------------------------------ |
| 1                                                | Argentinien                                      | 10                                               | 12                                               | 11                                               | 33                                               |
| 2                                                | Brasilien                                        | 9                                                | 10                                               | 9                                                | 28                                               |
| 3                                                | Venezuela                                        | 7                                                | 4                                                | 3                                                | 14                                               |
| 4                                                | Chile                                            | 5                                                | 4                                                | 4                                                | 13                                               |
| 5                                                | Kolumbien                                        | –                                                | 1                                                | –                                                | 1                                                |
| 6                                                | Peru                                             | –                                                | –                                                | 3                                                | 3                                                |
| 7                                                | Uruguay                                          | –                                                | –                                                | 1                                                | 1                                                |